# حمام ابراهیم‌آباد
حمام ابراهیم‌آباد مربوط به دوره قاجار است و در شهرستان اردبیل، بخش مرکزی،واقع شده و این اثر در تاریخ ۲۵ آبان ۱۳۸۷ با شمارهٔ ثبت ۲۳۷۹۲ به‌عنوان یکی از آثار ملی ایران به ثبت رسیده است.